# Абсент (картина)
«Абсент» (фр. L’Absinthe) — картина Эдгара Дега, написанная в 1875-1876 годах. Изначально называлась «Эскиз французского кафе», потом «Люди в кафе», а в 1893 году была переименована в «Абсент».
В настоящее время картина хранится в Музее Орсе в Париже.

## Описание
На картине Дега изобразил художника Марселена Дебутена и актрису Эллен Андре (фр. Ellen Andrée) за столиком в кафе «Новые Афины». Звезда кабаре «Фоли-Бержер» Эллен Андре, которая также появлялась в картинах Эдуарда Мане «У папаши Латюиля» и «Сливовица», отличалась элегантностью в одежде, однако, позируя Дега, она точно передала образ простой женщины. Перед ней на столе стоит бокал с абсентом, явно не первый. Ноги женщины немного вытянуты вперёд, плечи опущены, взгляд потухший. Перед её спутником с налитыми кровью глазами стоит бокал с мазаграном — популярным средством от похмелья. Так что можно предположить, что действие происходит ранним утром. На соседнем с женщиной столике стоит графин с водой, использовавшейся для разбавления абсента. На переднем плане видны положенные для посетителей газеты, которые закреплены на деревянной планке, и стаканчик со спичками. Вдоль края газеты Дега поставил свою подпись. Позади сидящей пары установлено зеркало, обрезанное в характерной для Дега «фотографической» манере. В нём отражается занавешенное окно, сквозь которое в кафе струится утренний свет.
Мужчина смотрит в сторону, в то время как женщина безразлично глядит прямо перед собой. Фигуры людей смещены с центра композиции, что придаёт картине атмосферу мимолётности. Картина изображает всё увеличивающуюся изоляцию отдельного человека в стремительно растущем в то время Париже.

## Критика
Во время первого показа в 1876 году картина была негативно оценена критиками, посчитавшими её уродливой и отвратительной. После этого она долгое время не демонстрировалась. После показа в Англии в 1893 году, многие художники, в частности Уильям Блейк Ричмонд и Уолтер Крейн, назвали «Абсент» вульгарной и восприняли её как вызов викторианской морали.
Критик Джордж Мур, комментируя изображённую женщину, возмутился: «Какая шлюха!», добавив: «История не из приятных, но это урок». Позже, в своей книге «Современная живопись» (1906) Мур сожалеет о том, что дал картине оценку с точки зрения морали, утверждая, что «картина — это просто произведение искусства и не имеет ничего общего с пьянством или социологией».

## Галерея
- «За кружкой пива», Мане, 1873
- «Сливовица», Мане, 1877
- «Выпивающие», Жан Беро, 1908
- «Любитель абсента», Мане